# Painten
Painten er en købstad (markt) i Landkreis Kelheim i Regierungsbezirk Niederbayern i den tyske delstat Bayern.

## Geografi
Painten ligger i Region Kelheim.
I kommunen ligger ud over Painten disse landsbyer og bebyggelser: Berg, Maierhofen, Mantlach, Netzstall, Neulohe og Rothenbügl.

## Historie
Painten hørte indtil 1305 til Grevskabet Hirschberg, derefter til hertugdømmet Oberbayern, fra 1505 til det da nye Hertugdømmet Neuburg. Fra 1799 var området under Kurfyrstedømmet Bayern. Kommunen Painten blev dannet i 1818. I 1946 blev kommunen Rothenbügl indlemmet, og ved områdereformen i 1972 blev kommunen Neulohe (med Maierhofen) samt dele af kommunen Klingen (Berg, Mantlach og Netzstall) indlemmet i Painten.